# Shorea cordifolia
Shorea cordifolia är en tvåhjärtbladig växtart som först beskrevs av Thw., och fick sitt nu gällande namn av Peter Shaw Ashton. Shorea cordifolia ingår i släktet Shorea och familjen Dipterocarpaceae. Inga underarter finns listade i Catalogue of Life.